# 蔣祖武
蔣祖武（1919年9月1日—），湖南臨澧人，中國國民黨籍軍人及政治人物。蔣祖武於1964年至1973年間擔任澎湖縣縣長職務，是最後一位外省籍的澎湖縣縣長。

## 簡歷
蔣祖武於1919年生於湖南臨澧，其後在黃埔軍校十四期畢業，陸軍參謀大學第六期、三軍聯合參謀大學第一期畢業。蔣祖武在軍旅服務廿七年，歷任排連營團長、師參謀長，並曾參與抗日戰爭及第二次國共內戰，獲忠勤、光華、弼亮、寶星等多枚勳章。
1952年，蔣祖武奉調澎湖參與防務，並與在地人士建立融洽感情。1963年底，蔣祖武在澎湖防衛部第三署長任內退役，並經特種黨部推薦，中央黨部核准後，參選第五屆澎湖縣長。然則，該次選舉只有蔣氏一人競選，但在村里長及幹事的全力推動下，澎湖縣的投票率高達83%，打破了歷屆縣長選舉的紀錄。
蔣祖武任內作風平實，對議員的建言亦多能滿足，因此在卸任前獲澎湖縣議會議員讚許其政績。1966年及1971年，蔣祖武曾兩度推行接見民眾計劃，在縣府內親自接見縣民，聽取縣民對縣政的意見及當面反映困難。